# Karl-Heinz Priester
Karl-Heinz Priester (* 20. März 1912 in Frankfurt am Main; † 16. April 1960 in Wiesbaden) war ein Mitglied der höheren Führungsebene der Hitler-Jugend und späterer Verleger für Holocaustleugnung und Geschichtsrevisionismus in der Bundesrepublik Deutschland.

## Leben

### Vor 1945
Priester wuchs in Frankfurt auf und war nach der Schule Zeitungsvolontär. Er war Schriftleiter der Frankfurter Post, einer Zeitung der Deutschnationalen Partei.
Während der Weimarer Republik trat Priester in die Hitler-Jugend (HJ) ein und war 1932 für die Presse-Schulung der HJ im Bann Hessen-Nassau verantwortlich. 1933 wurde er Führer des Oberjungbanns I des an die HJ angegliederten Jungvolkes im selben Gebiet. Danach war er hauptsächlich in der Deutschen Arbeitsfront tätig und war von 1935 bis 1939 Direktor deren Unterorganisation Kraft durch Freude.
Über eine Mitgliedschaft in der Schutzstaffel (SS) gibt es unterschiedliche Angaben: Während einige Quellen Priester als Angehörigen der Waffen-SS darstellen, der den Rang „SS-Sturmbannführer“ erreichte, sprechen andere nur vom „SS-Anwärter“ der von der SS schließlich abgelehnt wurde.
Im Zweiten Weltkrieg war er ab 1939 Frontberichterstatter bei der Luftwaffe, später Oberleutnant der Infanterie und Verbindungsoffizier zur Waffen-SS.

### Nach 1945
Nach dem Kriegsende 1945 wurde Priester in der französischen Besatzungszone Deutschlands zunächst nicht belangt. 1946 wurde er jedoch, als er nach Hessen wechselte, von der amerikanischen Besatzungsmacht interniert und erst 1948 wieder freigelassen.
Nach seiner Freilassung blieb er ein politischer Aktivist der extremen Rechten. Sein Verlag saß in Wiesbaden. Bekannt wurde er vor allem als Verleger von Holocaustleugnern wie Maurice Bardèche, Paul Rassinier, Harry Elmer Barnes und F.J. P. Veale.
1948 schloss er sich der hessischen NDP an und wurde enger Mitarbeiter des Parteigründers Heinrich Leuchtgens. Bei den Gemeindewahlen in Wiesbaden 1948 erzielte die NDP, die von der Gruppe um Priester beherrscht wurde, 24,4 % der Stimmen und erhielt 15 Mandate. Priester überwarf sich jedoch mit Leuchtgens, als dieser im Januar 1950 beschloss, die NDP in die DRP zu überführen. Priester und seine Anhänger forderten eine national-revolutionäre und keine national-konservative Partei. Daraufhin gründeten sie die kurzlebige Nationaldemokratische Partei – Nationale Reichspartei. Unter Priesters Führung agierte diese als hessischer Landesverband der neu gegründeten SRP von Fritz Dorls. Priester wurde SRP-Landesvorsitzender und gehörte kurzzeitig der SRP-Parteileitung an.
Parallel engagierte sich Priester auf internationaler Ebene. Im Oktober 1950 traf er auf einer vom Movimento Sociale Italiano (MSI) initiierten Konferenz in Rom Per Engdahl und besprach die Gründung einer europäischen Sammlungsbewegung. Trotz eines Einreiseverbots wurde Priester im Mai 1951 in Malmö/Schweden in Abwesenheit in den Vorstand der faschistischen Europäischen Sozialen Bewegung unter der Führung des italienischen MSI gewählt. Am 29. März 1951 gründete er deren deutschen Ableger, die Deutsch-Soziale Bewegung (DSB).
Priester unterhielt beste Beziehungen zu verschiedenen Führern europäischer faschistischer Organisationen, unter anderem zu Francisco Franco, und unterstützte die arabischen Unabhängigkeitsbestrebungen. Laut Kurt P. Tauber hatte Priester enge Beziehungen zu ägyptischen Behörden und galt als europäischer Vertreter der Arabischen Liga. Er arbeitete vorübergehend für den amerikanischen Geheimdienst CIC.
Priester gehörte 1951 mit dem ehemaligen SS-Sturmbannführer Arthur Ehrhardt und dem Schriftsteller und ehemaligen SA-Obersturmführer Herbert Böhme zu den Mitgründern der Zeitschrift Nation und Europa, die als Organ der Deutsch-Sozialen Bewegung gedacht war. Er fungierte mit Ehrhardt zusammen als Herausgeber der Zeitschrift. Neben seiner Verlagstätigkeit war Priester bis zu seinem Tod damit beschäftigt, zahlreiche neonazistische Gruppierungen und Parteien zu gründen oder zu spalten.